# Krajowa Rada Radców Prawnych
Krajowa Rada Radców Prawnych – organ wykonawczy Krajowej Izby Radców Prawnych, złożony z radców prawnych, działający na podstawie ustawy z dnia 6 lipca 1982 r. o radcach prawnych.

## Skład
Radę tworzą prezes i członkowie wybrani przez Krajowy Zjazd Radców Prawnych oraz członkowie wybrani bezpośrednio przez zgromadzenia okręgowych izb, po jednym z każdej izby. Prezes, wybrani przez Radę wiceprezesi, sekretarz, skarbnik i członkowie tworzą Prezydium Rady.
W kadencji 2016–2020 składa się z 69 osób.

## Zakres działania
Do kompetencji Rady w szczególności należy: reprezentowanie samorządu radców wobec organów państwowych, opiniowanie projektów aktów prawnych i składanie wniosków dotyczących przepisów prawa, koordynowanie działalności okręgowych izb radców prawnych i nadzorowanie ich działalności, uchwalanie budżetu Rady i określania zasad gospodarki finansowej samorządu radcowskiego, wybór prezesa Rady, rozpatrywanie odwołań od uchwał rad okręgowych izb radców prawnych, koordynowanie doskonalenia zawodowego radców prawnych, uchwalanie regulaminów dotyczących działalności samorządu, wykonywania zawodu i aplikacji radcowskiej, prowadzenie list radców prawnych i aplikantów radcowskich, ustanawianie okręgowych izb radców prawnych, współdziałanie z Ministrem Sprawiedliwości.

## Prezesi Rady
- 1983–1991: Józef Zych
- 1991–1995: Jacek Żuławski
- 1995–2004: Andrzej Kalwas
- 2004–2007: Zenon Klatka
- 2007–2013: Maciej Bobrowicz
- 2013–2016: Dariusz Sałajewski
- 2016–2020: Maciej Bobrowicz[5][6]
- od 2020: Włodzimierz Chróścik